# Fresh Meat
Fresh Meat foi um sitcom britânico de comédia e drama que foi exibido pelo Channel 4 entre 2011 e 2016, criado por Jesse Armstrong e Sam Bain que também criaram a série Peep Show.

## Enredo
Fresh Meat gira em torno das vidas de seis estudantes que dividem a mesma casa fora do campus - Vod, Oregon, Josie, Kingsley, JP e Howard - que são calouros (com exceção de Howard) na universidade fictícia de Medlock em Manchester.

## Elenco
- Zawe Ashton como Vod
- Greg McHugh como Howard
- Kimberley Nixon como Josie
- Charlotte Ritchie como Oregon
- Joe Thomas como Kingsley
- Jack Whitehall como J.P.